# Планетаријум
Планетаријум је објекат или самостална установа за наставу и популаризацију астрономије која поседује планетаријумске пројекторе, екран и салу. Планетаријум је најзначајније наставно и популаризаторско средство у астрономији, а користи се и за обуку у навигацији.
Планетаријум се састоји од кружне планетаријумске сале чији је плафон у облику полулоптастог екрана. На средишту дворане налази се оптичко-механичко-електронски систем пројектора који се такође зове планетаријум. Око пројектора су седишта постављена у неколико концентричних кругова.
Задатак пројектора је да на полулоптастом екрану прикаже изглед звезданог неба како како тренутни тако и прошле и будуће, укључујући и покретна небеска тела. У планетаријуму се демонстрира дневно и годишње кретање звезданог неба, његов изглед у зависности од прецесије, промене географске ширине итд. Поред звезданог пројектора постоји цео низ других који пројектују планете, комете, вештачке сателите, кругове небеске лопте (еклиптика, небески екватор, меридијански круг, деклинациони круг и др.), стране света, небески пол итд. Додатно се користе најразличитији пројектори (слајдери, видео-бим) за представљање телескопских снимака различитих небеских тела и појава.
У зависности од пречника пројекционе сале (екрана), односно броја седишта планетаријуми се деле на собне који имају десетак места, мале (до 150 седишта), средње, до 300 места и велике.
У Србији постоје два тзв. мала Цајсова планетаријума. Београдски планетаријум на Калемегдану, званично отворен 1970. године, је у власништву Астрономског друштва Руђер Бошковић. Новосадским планетаријумом, на Петроварадинској тврђави, који је почео са радом 2000. године управља Астрономско друштво Нови Сад.
Изворно, планетаријум је био назив за механичку направу чији је задатак да на што вернији начин прикаже брзине кретања планета (и других тела Сунчевог система) путем система зупчаника (планетарни пренос), као и њихова растојања и величине у односу на Сунце.